# Reggimento Carignan-Salières
Il Reggimento Carignano-Salières o Régiment de Carignan-Salières in francese fu un reggimento savoiardo, attivo al servizio del Regno di Francia nella seconda metà del XVII secolo.

## Storia
Il Reggimento Carignano fu creato nel 1636 dal Principe Tommaso Francesco di Savoia, figlio di Carlo Emanuele I di Savoia, che fu per questo insignito del titolo di Principe di Carignano dando vita al ramo cadetto di casa Savoia dei Savoia-Carignano.
Il reggimento era composto da circa 1200 tra piemontesi, savoiardi e liguri. Il Principe Tommaso Francesco, che aveva combattuto i Francesi al servizio degli Asburgo durante le guerre di successione, nel 1642 passò al servizio del Regno di Francia ed il reggimento partecipò attivamente alle varie campagne della Fronda, combatté gli Imperiali in Piemonte e Lombardia e, in alleanza con gli stessi, i Turchi.

Alla morte del Principe Tommaso Francesco (1656) il reggimento passò al figlio Emanuele Filiberto, il quale nominò il colonnello Balthazar, di origine svizzera, Comandante del Reggimento. Questi però, tre anni più tardi, passò al servizio degli Imperiali ed Emanuele Filiberto lo sostituì con Henri de Chastelard, Signore di Salières. Il reggimento prese così il nome di "Carignano-Salières". Il Principe Emanuele Filiberto, dopo la pace dei Pirenei, non fu più in grado di mantenere il reggimento e lo cedette a Luigi XIV di Francia. Molti reggimenti furono dismessi. Il Principe di Carignano riuscì però a convincere il Re ad affidare al suo reggimento la missione in Nuova Francia così, nell'estate del 1665, partirono per il nuovo mondo 20 compagnie al comando del Sallieres.
Prima della partenza per la Nuova Francia furono arruolati 200 "alemanni" (in realtà Svizzeri o Tedeschi) ed il reggimento, che aveva perduto molti degli originali Piemontesi, era composto anche da Francesi, Savoiardi, Liguri, Tedeschi ed Irlandesi. La truppa venne inviata in Canada in aiuto dei coloni. All'epoca, la colonia francese era infatti sottoposto a frequenti razzie della tribù indiana degli irochesi. Il reggimento Carignan-Salières arrivò con diverse navi tra il mese di giugno e quello di settembre. Ci furono due spedizioni del reggimento contro gli irochesi nel 1666, dove questi ultimi vennero sconfitti. La pace venne ristabilita nel 1667. Comandante del reggimento era a quel tempo Alexandre de Prouville de Tracy.
Una volta che la missione fu compiuta, il re offrì ai soldati di stabilirsi in Nuova Francia, concedendo delle terre lungo il fiume San Lorenzo. Circa 400 di loro accettarono l'offerta. La maggior parte erano celibi e in età da matrimonio e si unirono in seguito alle figlie del re, dotate dal Re con lo scopo di popolare la Nuova Francia.
Il reggimento, al suo ritorno in Europa nel 1668, continuò a servire Luigi XIV, sempre al comando di Emanuele Filiberto e del Salières.
Nel 1676, il "Reggimento Carignano-Salières" passò a Giovanni Tommaso di Savoia. Nel 1774 prese il nome di "Guardie di Lorena" e venne così definitivamente incorporato nell'esercito francese.

## Uniforme

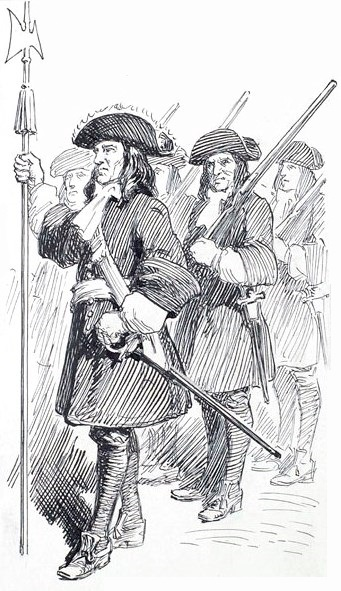

Il reggimento è stato uno dei primi nell'esercito francese ad indossare una uniforme, che proprio in quegli anni il Re Sole ed il suo ministro de Louvois regolamentarono per la prima volta. I suoi soldati vestivano un giustacorpo marrone-grigio, con ampi paramani e grande cappello rotondo. L'armamento era composto da fucile a pietra focaia con corno per la polvere nera e baionetta, appena introdotta. Come armi bianche i soldati erano dotati di spade, mentre le picche, utilizzate sui campi di battaglia europei, non vennero portate in Canada, dato che erano di scarsa utilità contro gli irochesi.